# Pupčana kila
Pupčana kila ili umbilikalna hernija je protruzija trbušnih organa u peritonealnom saku kroz potkožni pupčani (umbilikalni) otvor.

## Epidemiologija
Javlja se u prvom mesecu života kod oko 80% novorođene dece, telesne mase između 1.000 i 1.500 g i u oko 20% dece preko 2.500 g. 

## Embrionalni razvoj
Tokom embrionalnog razvoja, do navršenog desete nedelje, deo trbušnog sadržaja izlazi kroz pupčani otvor u ekstraembrionalnu celomsku šupljinu. Po završetku desete nedelje embrionalnog razvoja organi ploda se postepeno vraćaju na svoju anatomski predviđenu poziciju i završava se proces rotacije creva. Posle porođaja, nakon podvezivanja pupčane vrpce, patrljak pupka zarasta uz stvaranje granulacija i epitelizaciju rubnih delova.
Trbušni zid u pupčanom delu sastoji se od kože, jednoslojne ovojnice i potrbušnice. Ukoliko proces fealnog zatvaranja slojva prednje trbušnog zida pupčanog područja nije potpun, dete će biti rođeno sa pupčanom kilom. 

## Etiopatogeneza
Pupčani (umbilikalni) otvor, kroz koji prolaze umbilikalni krvni sudovi za vreme fetalnog razvoja, zaostaje kao slabo mesto na prednjem trbušnom zidu, čak i po otpadanju pupčanika neposredno posle rođenja. Kroz njega, u stanju povišenog intraabdominalnog pritiska (plač, kašalj, defekacija ili bilo kakvom drugo napinjanje) može doći do hernijacije trbušnih organa, što se manifestuje povremenim ili progresivnim prominiranjem kilne u predelu pupka. 
Pupčana kila se javlja po tipu prave kile, gde kilnu kesu čine koža, potkožno tkivo i sak od parijetalnog peritoneuma, a sadržaj su obično omentum ili crevna vijuga. Vremenom dolazi do retrakcije umbilikalnog otvora i spontanog povlačenja kile, najčešće do kraja prve godine života deteta.

## Klinička slika
Pupčana kila dovodi do prominirajućeg deformiteta pupka i okolne regije i može biti praćena lokalnim bolom. Kila je obično palpatorno (na pipanje) meka, lako reponibilna, osim u slučaju inkarceracije, koja se kao komplikacija retko javlja i to kod pupčanog otvora manjeg promera od oko 1,5–2 cm. 
Ukoliko se pupčana kila klinički manifestira i otkrije u odraslom dobu najčešće se radi o gojaznim ženama srednje životne starosti. Najčešći uzroci nastanka pučanih kila kod odraslih su:
- gojaznost
- tečnost u trbušnoj šupljini
- višestruka trudnoća
- prethodna operacija trbuha

Ovakav tip kile nastaje zbog jakog povećanja volumena trbušne šupljine, odnosno svim patološkim stanjima u kojima je intraabdominalni pritisak povišen. Takve hernije mogu biti vrlo velike, i do veličine dečje glave, a u kilnoj se kesi nalazi većina mobilnih intraperitonealnih organa. U tako velikim kilama često se nalaze džepovi nalik divertikulima, koji povećavaju mogućnost uklještenja. Kod ovih pacijenata usled povećanja intraabdomialnog pritiska i potiskivanja dijafragme, nastaju:
- problemi sa disanjam i cirkulacijom zbog kompresije velikih krvnih sudova,
- smetnje diureze zbog pritiska na mokraćni sistem.

Ovo stanje je jako smrtonsosno za pacijente sa pridruženim komorbiditetima, posobno onim kardiovaskularne prirode.

## Dijagnoza
Dijagnoza se postavlja kliničkim pregledom: inspekcijom i palpacijom, kojom se određuje približane dimenzije pupčanog otvora.  U retkim (nejasnim) slučajevima dijagnoza se može dopunitu ultrasonografski pregledom, kompjuterizovanom tomografijom ili magnetnom rezonantnom tomografijom trbušnog zida.

## Diferencijalna dijagnoza
U diferencijalnok dijagnozi treba imati u vidu tumore i aterom pupčane ili umbilikalne regije. 

## Terapija
Kako najčešće dolazi do spontanog povlačenja pupčane kile do kraja prve, odnosno četvrte do pete godine života, do tada obično treba sačekati sa operacijom. 
Ukoliko ne postoje kontraindikacije u vidu hronične bolesti srca i pluća, kod izuzetno velikih hernija, prekomerne telesne težine i sl., lečenje je dominantno hirurško (danas je tendencija da se operacije malih kila vrši u lokalnoj anesteziji). Ako su kontaindikacije prisutne, jedini je način lečenja, u slučaju da je kila reponibilna, nošenje pravilno skrojenih pojasa i steznika.
Hirurško lečenje se sastoji u pristupu kroz donji, kožni nabor pupka, repoziciji kilne kese u abdomen, zatvaranju i ojačanju umbilikalnog otvora fascijom i rekonstrukciji kožnog pupčanog nabora. Najčešće se izvodi Spitzijev zahvat, u kome se prvo u pupčanoj brazdi sa donje strane pravi polukružna incizija kože i potkožnog tkiva, potom se kilna kesa odvoji, podveže i odstrani, i na kraju se kilni otvor zatvara spajanjem rubova pravog mišića.

## Prognoza
Prognoza je u načelu dobra, izuzev kod spontsnog uklještenja, ili nakon postoperativnog perioda. Naime kod pupčanih kila, u poređenju sa drugim vrstama kila, povećana je stopa smrtnosti kod uklještenja. Ove potencijalno smrtonosne komplikacije posledica su:
- promena unutar samih kila u vidu perforacije, kožne infekcije, sepse i sl.
- promena u postoperativnom pariodu kada se obilni kilni sadržaj vrati u unutrašnjost trbuha, na svoje anatomsko mesto u kome je, uslovno rečeno, „izgubio pravo boravka”.

## Literatura
- Doherty GM, Way LW, editors. Current Surgical Diagnosis & Treatment. 12th Edition. New York: Mcgraw-Hill; 2006.
- N. Roberton “Textbook of neonatology”, Churchil Livingdtone 1989
- Goldbloom R: Pediatric Clinical Skills, 2003, Elsevier Science
- Fanaroff A, Martin RJ: Neonatal-Perinatal medicine : diseases of the fetus and infant, 7 th edition,2003, Mosby Inc str 1537-1568

## Spoljašnje veze
- Dečja hirurgija Архивирано на веб-сајту  (9. мај 2021)

|  | Molimo Vas, obratite pažnju na važno upozorenje u vezi sa temama iz oblasti medicine (zdravlja). |